# Referendum na Górnym Śląsku
Referendum na Górnym Śląsku (właśc. Referendum na temat oddzielenia prowincji górnośląskiej od Prus i utworzenia samodzielnego kraju górnośląskiego w składzie Rzeszy; niem. Volksabstimmung über die Abtrennung der Provinz Oberschlesien von Preußen und Bildung eines selbstständigen, dem Reich eingegliederten Landes Oberschlesien) – głosowanie ludowe, które odbyło się 3 września 1922 i dotyczyło utworzenia odrębnego kraju w ramach Republiki Weimarskiej z terenów rejencji opolskiej. 

## Historia
Referendum było wynikiem obietnic, jakie władze niemieckie złożyły Górnoślązakom na początku lat 20. w zamian za głosowanie za pozostawieniem Górnego Śląska w składzie Rzeszy miał on utworzyć samodzielny land w ramach państwa niemieckiego. 
Głosowanie odbyło się 3 września 1922. Spośród 721 tys. uprawnionych wzięło w nim udział 572 tys. (79,41%). Oddano 99,3% głosów ważnych, z czego 51 tys. za utworzeniem odrębnego landu (8,89%) i 518 tys. przeciwko (91,11%). 
W związku z wynikiem sondażu prowincja górnośląska pozostała częścią Prus aż do jej rozwiązania w 1938. 